# L'Agent secret
Pour les articles homonymes, voir L'Agent secret (homonymie).
L'Agent secret (The Secret Agent) est un roman de Joseph Conrad, publié en 1907.
Le sujet est l'histoire noire et comique des espions, terroristes, anarchistes et agents provocateurs d'une puissance étrangère non nommée (mais ressemblant à la Russie) dans les ruelles mal famées de Londres au début du XXe siècle. 

## Historique
L'Agent secret (The Secret Agent) est publié  en volume à Londres chez Methuen, à New York chez Harper and Brothers en septembre 1907.
Conrad s'est inspiré d'un fait divers réel : un Français, Martial Bourdin, avait été tué en 1894 devant l'Observatoire de Greenwich par la bombe qu'il transportait.
L’auteur dédie l’ouvrage : « à H.-G. Wells, Historien des temps futurs, cette simple histoire du XIXe siècle est affectueusement dédiée ».

## Résumé
Le personnage principal est Verloc, agent secret infiltrant le milieu anarchiste, impliqué dans un ambitieux plan terroriste qui aboutit à poser une bombe à l'observatoire royal de Greenwich. Les autres personnages sont Winnie (la femme de Verloc), Stevie (le frère de Winnie), les anarchistes Ossipon et Michaelis, et le préfet-adjoint de la police de Londres.

## Postérité
Selon le FBI, les actes d'Unabomber viendraient en partie de sa lecture du roman L’Agent secret.

## Traductions en français
- L'Agent secret traduction de Henry-D. Davray, Paris, Mercure de France, 1912.
- L'Agent secret traduction de Sylvère Monod, dans Conrad (dir. Sylvère Monod), Œuvres, t. III, Paris : Gallimard, coll. « Bibliothèque de la Pléiade », 1987.
- L'Agent secret traduction de Vladimir Volkoff, Le Livre de poche, 1996.

## Adaptations au cinéma
Le roman fut adapté à la télévision et au cinéma à de nombreuses reprises.
- En 1936, Alfred Hitchcock réécrit l'histoire pour le film intitulé Sabotage en Angleterre et A Woman Alone (Une femme seule) aux États-Unis.
- En 1996, L'Agent secret de Christopher Hampton, une production avec Bob Hoskins jouant Verloc, avec Patricia Arquette, Gérard Depardieu, Jim Broadbent, Eddie Izzard et Robin Williams, non crédité au générique, dans le rôle d'un professeur sinistre à l'extrême.
- En 2016, L'Agent secret (The Secret Agent), série en 4 épisodes, adaptation du roman par Tony Marchant. Avec Toby Jones dans le rôle de Verloc.